# Julian Wagstaff

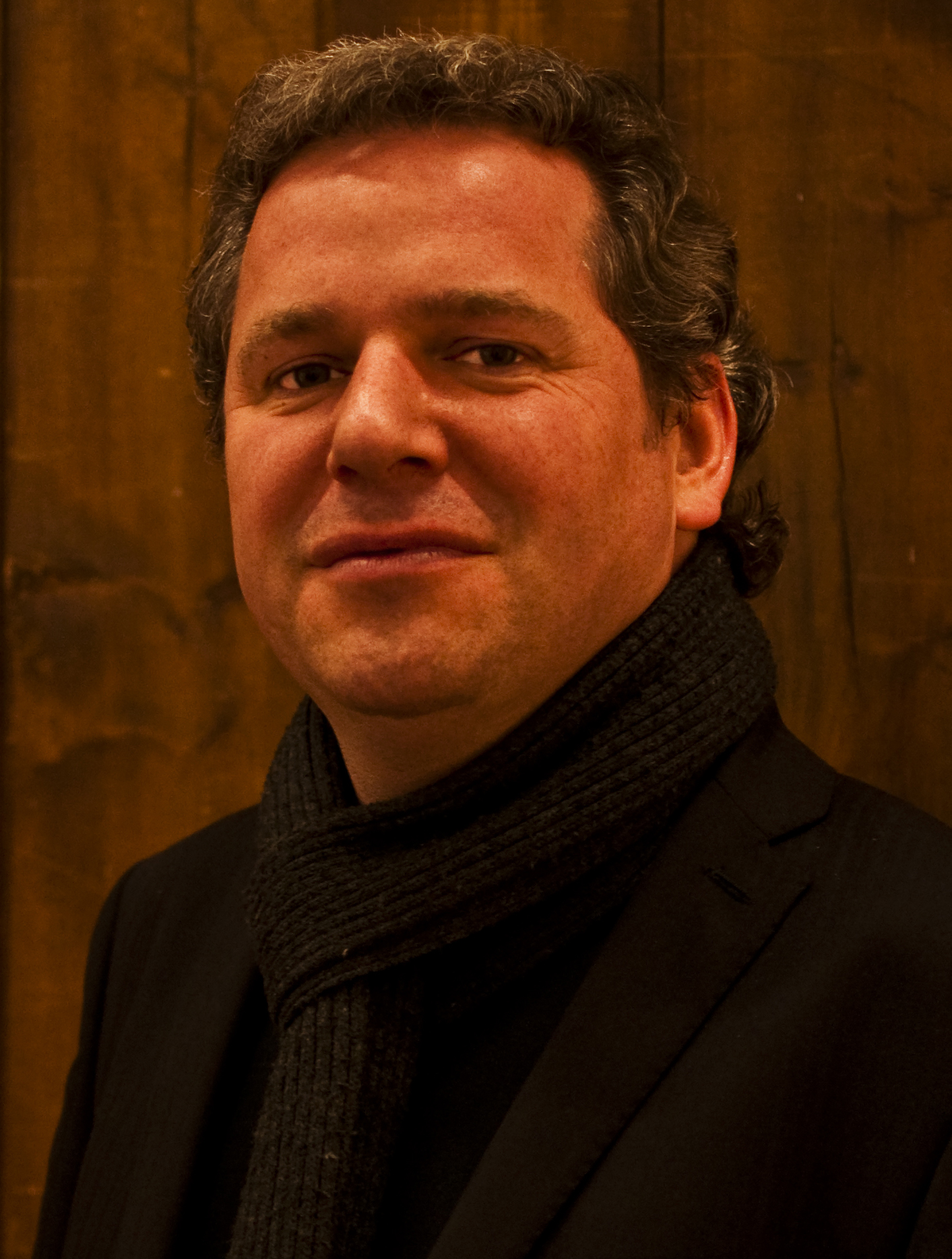
Julian Wagstaff

Julian Wagstaff (* 13. Juli 1970 in Edinburgh, Schottland) ist ein schottischer Komponist von  klassischer Musik,  Musiktheater und  Opern.

## Biografie
Geboren in Edinburgh, Schottland, absolvierte Wagstaff zunächst  ein Studium der Germanistik, sowie der Politikwissenschaften und promovierte schließlich im Jahre 1993 an der Universität Reading, Großbritannien. Wagstaff arbeitete als Übersetzer und Dolmetscher in deutscher Sprache, bevor er sich Ende der 1990er Jahre professionell zur Musik wandte. 
Der Komponist Wagstaff studierte 2001 an der Universität Edinburgh unter Professor Nigel Osborne musikalische Komposition, schloss dieses 2002 mit dem Master’s Degree der Musik ab und promovierte letztlich im Jahr 2008.
Wagstaff lebt und arbeitet in seiner Geburtsstadt Edinburgh. Seine Werke werden sowohl in Großbritannien und Europa, als aber auch darüber hinaus aufgeführt.

## Werk
Wagstaffs Interessen für Sprachen und politische Geschichte spiegeln sich in seinen musikalischen Werken und Theater-Libretti wider. Im Jahr 2001 wurde er mit dem Musical John Paul Jones öffentlich bekannt. Das Musical handelt vom Leben des schottisch-stämmigen Seefahrers John Paul Jones als Helden der amerikanischen Revolution. Das Musical wurde 2001 in Edinburgh, Schottland, uraufgeführt und verzeichnete sofort einen Publikumserfolg. Wagstaffs vorherrschender eklectische Kompositionsstil (der manchmal verschiedene recht unterschiedliche Varianten im selben Werk zugleich beinhaltet) begann sich zu entwickeln. John Paul Jones wurde im Jahr 2010 in Zusammenarbeit mit dem Scottish Chamber Orchestra erneut zur Aufführung gebracht, diesmal jedoch als Orchesterfassung.
Wagstaffs vordergründiges Interesse an deutscher Geschichte  findet sich im Werk Treptow, 2005, für Streichorchester, Wagstaffs bis dahin meist aufgeführtes Werk. Inspiriert wurde dieses Werk durch das Sowjetische Ehrenmal im Treptower Park, Berlin, und es wurde zudem im Jahr 2005 mit dem Emre Araci Preis ausgezeichnet.
August 2007 präsentierte Julian Wagstaff anlässlich des Edinburgh Fringe Festivals seine Kammeroper The Turing Test. Das Werk bezieht seinen Titel vom sogenannten Turing-Test, der 1950 vom englischen Mathematiker Alan Turing vorgeschlagen wurde, um festzustellen, „ob eine Maschine ein dem Menschen gleichwertiges Denkvermögen hat“. Eine Aufnahme seines Klavierquintetts erfolgte im selben Jahr, erschienen im Album Frontiers and Bridges mit dem Edinburgh Quartett, eingespielt durch Calum Malcolm.
2011 wurde Wagstaff von der Royal Society of Chemistry damit beauftragt, ein neues Werk anlässlich des Internationalen Jahres der Chemie zu komponieren. Das Trio für Klarinette, Cello und Klavier trägt den Titel A Persistent Illusion (Eine hartnäckige Illusion) und wurde am 12. Dezember 2011 vom Hebrides Ensemble zur Uraufführung gebracht.

## Aktuelles
2013 erhielt der Komponist von der Universität von Edinburgh den Auftrag, eine Kurzoper zu komponieren und auch zu produzieren, um damit den dreihundertsten Jahrestags des Bestehens der „School of Chemistry“ zu ehren. Das entstandene Werk trägt den Titel Breathe Freely (Frei Atmen), die Handlung spielt im Zweiten Weltkrieg. Das Werk feierte am 24. Oktober 2013 in den Assembly Rooms in Edinburgh seine Premiere, in Zusammenarbeit mit der Scottish Opera. Die CD-Aufnahme erschien im Oktober 2015 bei Linn Records.

## Werke
- John Paul Jones (Musical für neun Stimmen, Begleitung und Theaterorchester – 2001)
- Klavierquintett (für Streichquartett und Klavier – 2002)
- Sinfonische Ouvertüre aus John Paul Jones (für Sinfonieorchester – 2004)
- Sonate für Altsaxofon und Klavier (2004)
- Treptow (für Streichorchester – 2005)
- Treptow (für Streichquartett – 2005)
- Sinfonie für Kammerorchester (2005)
- The Turing Test (Kammeroper für sechs Stimmen und 12 Instrumente – 2007)
- A Persistent Illusion (Eine hartnäckige Illusion) (für Klarinette, Cello und Klavier – 2011)
- Breathe Freely (Frei Atmen) (Kammeroper für drei Stimmen und drei Instrumente – 2013)